# Iguinho & Lulinha
Iguinho & Lulinha é uma dupla de forró e piseiro brasileira formada pelos irmãos Wingles Belem Marques (Iguinho) (2001) e Willas Belem Marques (Lulinha) (1999), ambos nascidos em Canindé de São Francisco, Sergipe. Ficaram conhecidos nacionalmente pelo hit "Coração Acelera", uma versão de "Hear Me Now", hit eletrônico em inglês, de 2016, dos brasileiros Alok, Bruno Martini e Zeeba. Com a nova letra em português e o arranjo de vaquejada, a faixa disparou nas paradas de forró.

## Biografia
Filhos de Seu Isaque, um cantor de toadas, e Dona Cristina, Wingles e Willas nasceram e foram criados no pequeno povoado de Curitiba, em Canindé de São Fracisco, no estado de Sergipe. Cantam juntos desde que Iguinho tinha 5 anos e o irmão, 7, sempre foram incentivados pela família, conhecida regionalmente pelas toadas, a cantar. O título da dupla é uma adaptação abrasileirada dos próprios nomes de batismo. Lulinha (apelido de infância de Willas) e Iguinho (Wingles) são filhos e netos de cantores de toadas da região, e bisnetos de Zé Leobino, um vaqueiro lendário do Sergipe.

## Carreira
Iguinho e Lulinha começaram sua trajetória profissional em 2018, quando tiveram a oportunidade de gravar o primeiro CD da carreira, que contou com a produção do próprio tecladista da dupla. O projeto impulsionou o nome deles pelo Nordeste, conquistando espaços em grandes eventos de Pernambuco, Bahia, Alagoas e Sergipe, além de participações de aboios e toadas ao lado de grandes artistas do piseiro e forró. O segundo CD, lançado no ano seguinte, se tornou um dos principais álbuns das vaquejadas de 2019, em especial a canção "Mais Que Um Amigo", de sua própria autoria. No terceiro e quarto CD, divulgados respectivamente, em 2020 e 2021, foram trazidas letras modernas e melodias singulares, marcas de sua carreira, entre os hits, pode-se citar "Não Dá Mais" e "TikTok".
Em 2022, a dupla assinou contrato com a Top Eventos e Tapajós Produções, o mesmo escritório que gerencia a carreira de João Gomes, Tarcísio do Acordeon e Vitor Fernandes, a dupla gravou a primeira participação especial ao lado de Tarcísio do Acordeon, um dos maiores nomes do piseiro brasileiro da atualidade, intitulada "Ligações Carentes". Além disso, lançaram os álbuns Eu Falei Forró e Simbora Pra Vaquejada, ambos projetos que entraram para o Top 200 Albums Brazil, respectivamente nas posições #80 e #77 no ranking do Spotify. Com o sucesso crescente, a dupla também ganhou destaque entrando na posição #185 do chart Top 200 Artists Brazil da plataforma.
Outras canções como ''Boy da Hilux'' e ''Vaqueira'' são exemplos de sucessos da dupla de forró. E, além das versões gringas, eles cantam canções brasileiras originais, como "Te Amar, Te Amar", do falecido piauiense Paulynho Paixão.
Em 2023, a dupla realizou a gravação de seu primeiro EP em Natal, com 15 músicas, entre elas, "Volta Morena", "Você Foi Especial", "Se Você Vai Aceitar", "Pele Morena", "Não Vou Mais Te Procurar", "Não Tem Amor", "Não Beba", "Igenuidade", "Ele Não Merece Você", "Doutorzin do Gado", "Dá Um Tempo, Vai", "Brincou de Amor", "Beija e Some", "Te Amar, Te Amar" e "Acabou".

## Discografia

### Álbuns em estúdio
- Simbora Pra Vaquejada (2022)
- Eu Falei Forró (2022)
- Eu Falei Forró - Vol. 2 (2022)
- Eu Falei Forró - Vol. 3 (2023)
- Mais Forrozeiro Ainda (2023)
- O Forró Continua (2024)